# سوسی ۹۹۲
سیارک ۹۹۲ (به انگلیسی: 992 Swasey، نامگذاری:1922ND) نهصد و نود و دومین سیارک کشف شده‌است که در ۱۴ نوامبر ۱۹۲۲ کشف شد.
قدر مطلق سیارک برابر ۱۰٫۸۰ است.